# فدریکو جراردی
فدریکو جراردی (انگلیسی: Federico Gerardi؛ زادهٔ ۱۰ دسامبر ۱۹۸۷) بازیکن فوتبال اهل ایتالیا است.
از باشگاه‌هایی که در آن بازی کرده‌است می‌توان به باشگاه فوتبال رجینا، باشگاه فوتبال آسکولی، باشگاه فوتبال سالرنیتانا، باشگاه فوتبال آنکونا، باشگاه فوتبال اودینزه، باشگاه فوتبال ونتزیا، باشگاه فوتبال پیستویزه، باشگاه فوتبال چیتادلا، باشگاه فوتبال مونتسا، و باشگاه فوتبال کومو اشاره کرد.